# Czarna perla
Pérola Negra (Czarna Perła, no original em polonês) é um filme de 1934 idealizado por Eugeniusz Bodopara que sua recém-esposa Anne Chevalier protagonizasse uma produção cinematográfica europeia, aproveitando a projeção internacional que ela alcançou com Tabu, de F. W. Murnau e Robert Flaherty.

## Enredo
Um marinheiro polonês retorna do Taiti trazendo consigo uma nativa por quem se apaixonou e uma grande fortuna em pérolas. Já na Polônia, o marinheiro é seduzido por uma mulher casada que, na verdade, fazia parte de uma quadrilha que planejava roubar-lhe toda a riqueza.

## Locações
Os ambientes exteriores foram rodados em Varsóvia, Polônia. Os interiores foram gravados no Falanga, estúdio da Urania-Film na mesma cidade.

## Elenco
- Eugeniusz Bodo – Stefan Nadolski
- Anne Chevalier – Reri
- Lena Zelichowska – Rena Torn
- Michal Znicz – Krzysztof
- Antoni Rózycki – Grzeszczynski, o chefe da quadrilha
- Franciszek Brodniewicz – Torn
- Tadeusz Frenkiel – Jan, capanga da quadrilha
- Jan Woskowski – Józef, garçom no Taiti